# Francisco Xavier Gomes Catão
Francisco Xavier Filomeno da Conceição Gomes Catão (Mapuçá, Goa, 8 de dezembro de 1895 — Porvorim, 2 de novembro de 1984) foi um sacerdote da Igreja Católica Romana que se distinguiu no campo da história e da etnologia, produzindo uma vasta obra sobre a presença católica na Índia e a história da arquidiocese de Goa e dos seus prelados e clérigos. Foi distinguido com o título de monsenhor.

## Biografia
Monsenhor Francisco Xavier Gomes Catão nasceu em Mapusa, Bardês, então parte da Índia Portuguesa, filho de Simão Vicente do Rosário Gomes e de sua esposa, Maria Lavínia Umelina Propércia Margarida Afonso Gomes, uma família de goeses católicos.
Foi cónego da Sé de Goa, vogal do Centro de Estudos Históricos Ultramarinos, sócio efectivo da Sociedade de Geografia de Lisboa.
Era um dos redactores do Boletim Eclesiástico da Arquidiocese de Goa, e ultimamente sócio do Instituto Menezes Bragança.
Dedicou toda a sua vida de professor e sacerdote a escrever sobre a História da Igreja em Goa.